# Leptomiza hepaticata
Leptomiza hepaticata là một loài bướm đêm trong họ Geometridae.